# Tammy Jenkins
Sharon Tina „Tammy“ Jenkins (* 26. August 1971 in Kawakawa) ist eine neuseeländische Badmintonspielerin. 

## Karriere
Tammy Jenkins nahm 1992 und 1996 im Damendoppel an Olympia teil. 1992 wurde sie dabei 17. in der Endabrechnung, vier Jahre später Neunte im Damendoppel mit Rhona Robertson. 1997 und 2001 gewannen beide die Australian Open, 2002 die Croatian International.

## Sportliche Erfolge
| Saison | Veranstaltung          | Disziplin   | Platz | Name                            |
| ------ | ---------------------- | ----------- | ----- | ------------------------------- |
| 1992   | Olympia                | Damendoppel | 17    | Tammy Jenkins / Rhona Robertson |
| 1995   | Auckland International | Damendoppel | 1     | Tammy Jenkins / Rhona Robertson |
| 1995   | Auckland International | Mixed       | 2     | Grant Walker / Tammy Jenkins    |
| 1996   | New Zealand Open       | Damendoppel | 1     | Tammy Jenkins / Rhona Robertson |
| 1996   | Olympia                | Damendoppel | 9     | Tammy Jenkins / Rhona Robertson |
| 1997   | New Zealand Open       | Damendoppel | 1     | Tammy Jenkins / Rhona Robertson |
| 1997   | Australian Open        | Damendoppel | 1     | Tammy Jenkins / Rhona Robertson |
| 1997   | Auckland International | Damendoppel | 1     | Tammy Jenkins / Rhona Robertson |
| 1998   | Auckland International | Damendoppel | 1     | Tammy Jenkins / Rhona Robertson |
| 1998   | Auckland International | Mixed       | 1     | Dean Galt / Tammy Jenkins       |
| 2000   | Auckland International | Damendoppel | 1     | Tammy Jenkins / Rhona Robertson |
| 2000   | Auckland International | Mixed       | 1     | Daniel Shirley / Tammy Jenkins  |
| 2001   | Australian Open        | Damendoppel | 1     | Tammy Jenkins / Rhona Robertson |
| 2001   | Auckland International | Damendoppel | 1     | Tammy Jenkins / Rhona Robertson |
| 2001   | Auckland International | Mixed       | 2     | Nick Hall / Tammy Jenkins       |
| 2002   | Croatian International | Damendoppel | 1     | Tammy Jenkins / Rhona Robertson |